# Das Schokoladenmädchen
Das Wiener Schokoladenmädchen (La Belle Chocolatière de Vienne) ist eine Pastellmalerei auf Pergament (82,5 × 52,5 cm) von Jean-Étienne Liotard. Sie entstand zwischen 1743 und 1745, vielleicht Dezember 1744. Der Künstler hielt sich in jener Zeit auf Wunsch der Kaiserin Maria Theresia in Wien auf. Dort malte er sein berühmtestes Pastellbild, das Porträt eines Stubenmädchens. Es ist Teil der Sammlung der Gemäldegalerie Alte Meister in Dresden.

## Provenienz

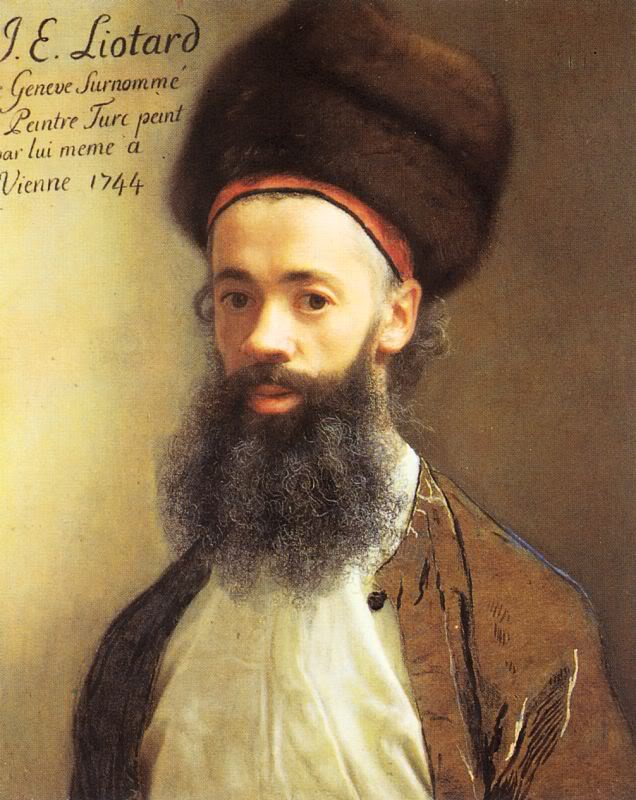
Selbstporträt (1744). Aus der Sammlung der Uffizien

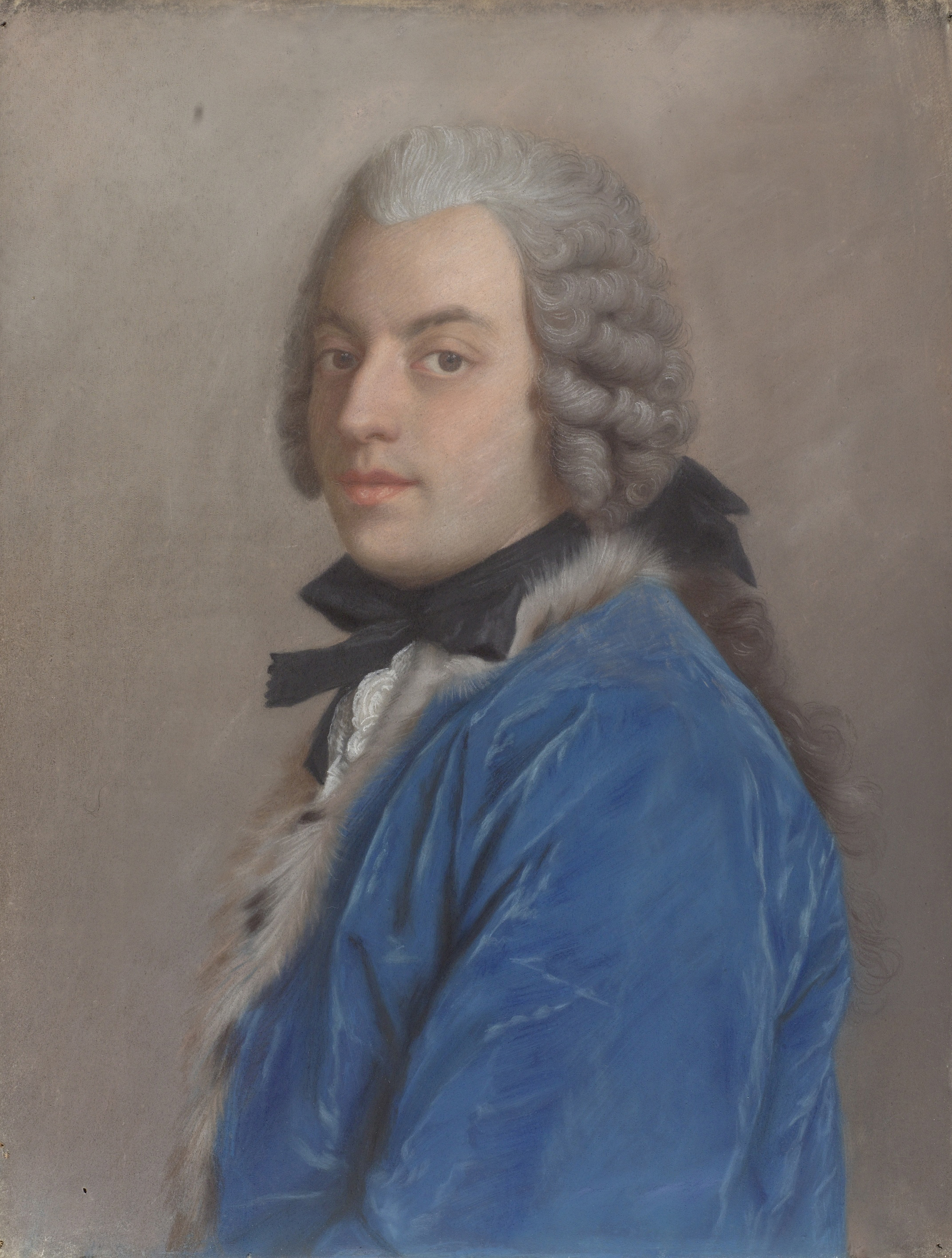
Francesco Algarotti von Jean-Étienne Liotard (1745)

Am 3. Februar 1745 kaufte Francesco Graf von Algarotti das Bild in Venedig, als er im Auftrag des Königs August III., Kurfürst von Sachsen, für die Dresdner Sammlung in Italien war. Ob Liotard sich schon in Venedig aufhielt, wegen der Gründung einer Lotterie, ist unklar. Immerhin porträtierte er Algarotti in diesem Jahr.
Im September 1746 war Algarotti zurück von seiner (dritten) Reise in Italien.  Er schrieb in jenem Jahr an den Premierminister Heinrich von Brühl, einen Sammler und engen Vertrauten des Königs:

„Alle venezianischen Maler und auch Rosalba Carriera selbst betrachteten das ‚Schokoladenmädchen‘ als das schönste Pastell, das man je gesehen hat.“

In einem Brief an seinen Freund Pierre-Jean Mariette schrieb Algarotti 1751:

„Ich habe von dem berühmten Liotard ein Pastellbild von ungefähr 3 Fuß Höhe gekauft. Es stellt ein junges deutsches Kammermädchen im Profil dar, das ein Tablett mit einem Glas Wasser und einer Tasse Schokolade darauf trägt. Die Malerei ist fast ohne Schatten, vor hellem Grund, und sie erhält ihr Licht von zwei Fenstern, die sich in dem Glas spiegeln. Sie ist in Halbtönen gearbeitet, mit unmerklichen Stufungen des Lichts, und von einem perfekten Relief ... und obwohl es Malerei aus Europa ist, könnte es nach dem Geschmack der Chinesen sein, geschworenen Feinden des Schattens, wie Sie wissen. Was die Vollendung des Werkes angeht, so ist es ein Holbein in Pastell.“

1745/1746 wurde der Stallhof in Dresden durch Johann Christoph Knöffel zur Gemäldegalerie umgebaut. Von der Eröffnung ca. 1747 an wurde dort auch die neue, zeitgenössische Kunst präsentiert. Die Bilder zeitgenössischer Maler waren bis dahin an unterschiedlichen Orten in Wohn- und Repräsentationsräumen verstreut und nicht öffentlich zugänglich gewesen. Beispielsweise hingen die zu ihrer Zeit „zeitgenössischen“ Cranachwerke des 16. Jahrhunderts in Kapellen, privaten Räumen oder zur Dekoration in Treppenhäusern, denn eine Bildergalerie im Sinne eines Museums gab es zu jener Zeit noch nicht.
Das Schokoladenmädchen wurde erst ab 1747, im Stallhof/Johanneum (heute Verkehrsmuseum Dresden), öffentlich präsentiert. In diesem Gebäude war ein spezielles „Pastellkabinett“ eingerichtet worden, in dem ausschließlich Pastelle gezeigt wurden.
Am 25. September 1855 wurde im Semperbau das „Neue Königliche Museum zu Dresden“ („Sempergalerie“, „Königliche Gemäldegalerie“) eröffnet. Seitdem werden Das Schokoladenmädchen und die vielen anderen Gemälde der königlichen Sammlung dort ausgestellt.
Während des Zweiten Weltkrieges war das Bild in die Kasematten der Festung Königstein ausgelagert, um es vor Bombenschäden zu schützen. Nach dem Einmarsch der Roten Armee wurde das Gemälde aufgespürt und mit den anderen eingelagerten Kunstschätzen in die Sowjetunion gebracht, von wo es 1955 wieder zurückkehrte. Anlässlich der Rückgabe brachte die DDR im Dezember 1955 eine Sonderbriefmarke heraus.
Unter dem Titel „‚Das schönste Pastell, das man je gesehen hat.‘ Das Schokoladenmädchen von Jean-Étienne Liotard“ fand vom 28. September 2018 bis zum 6. Januar 2019 eine Sonderausstellung in den Staatlichen Kunstsammlungen Dresden statt. Zu diesem Anlass wurde auch ein Katalog herausgegeben.

## Bildbeschreibung

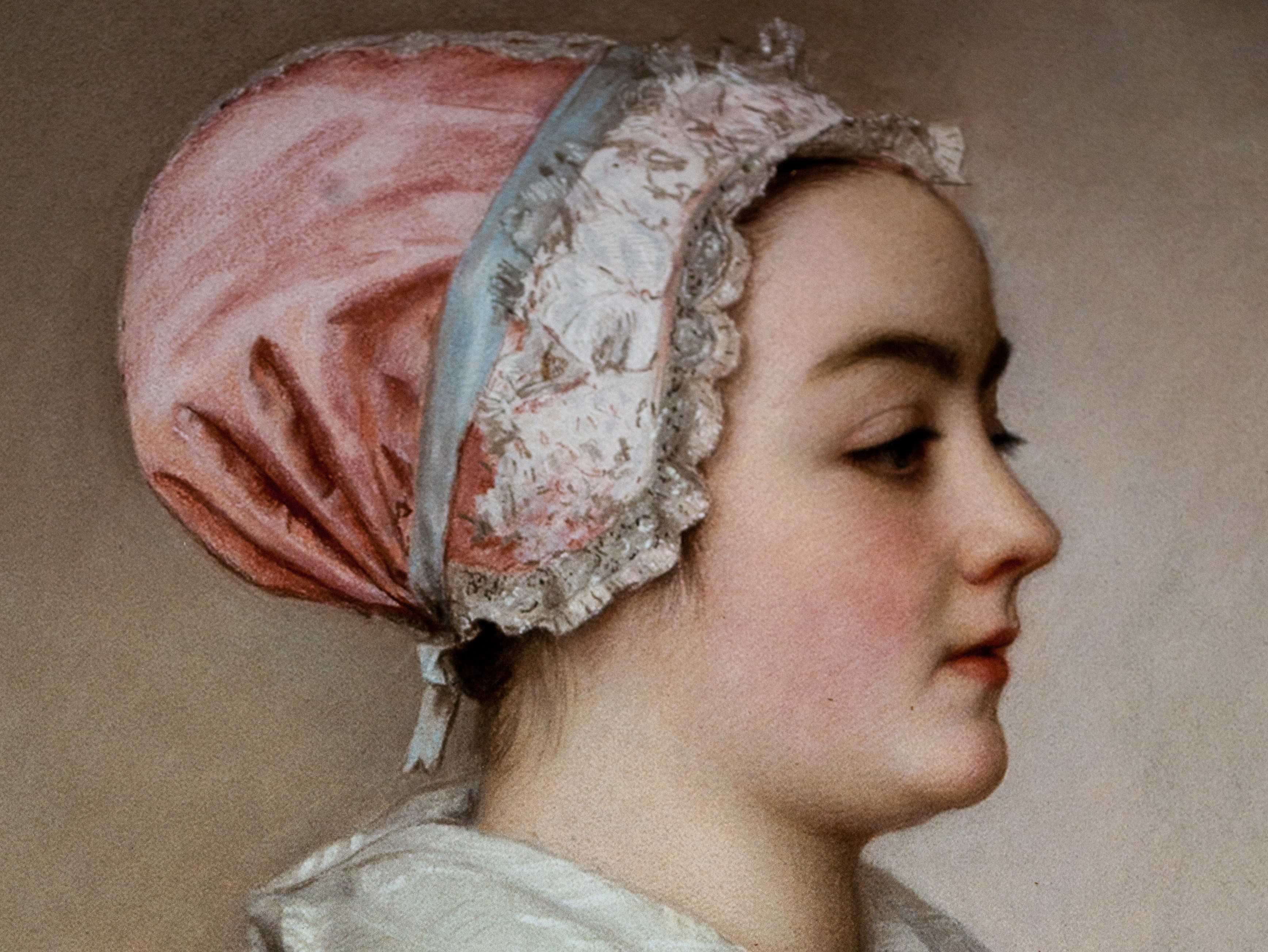
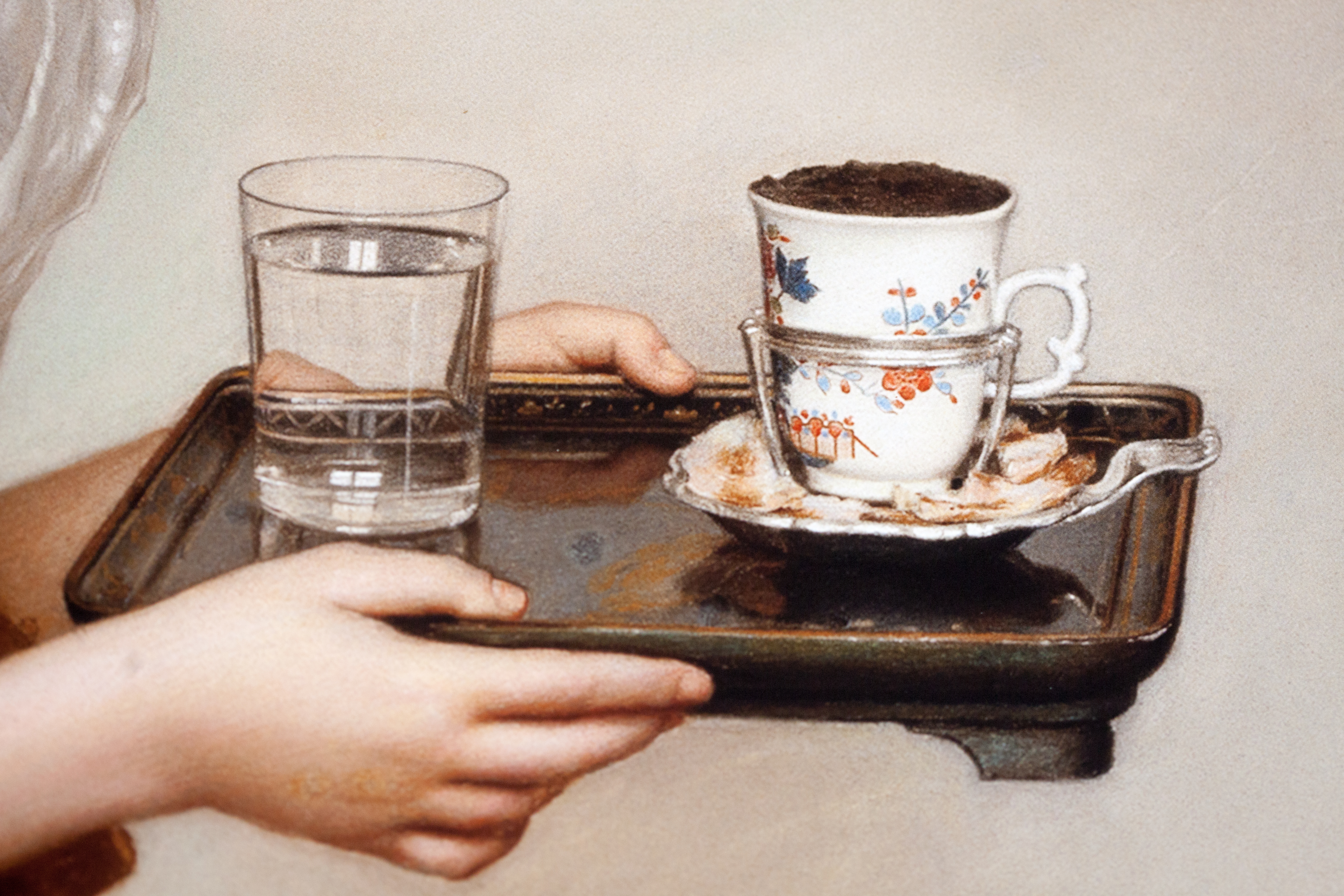
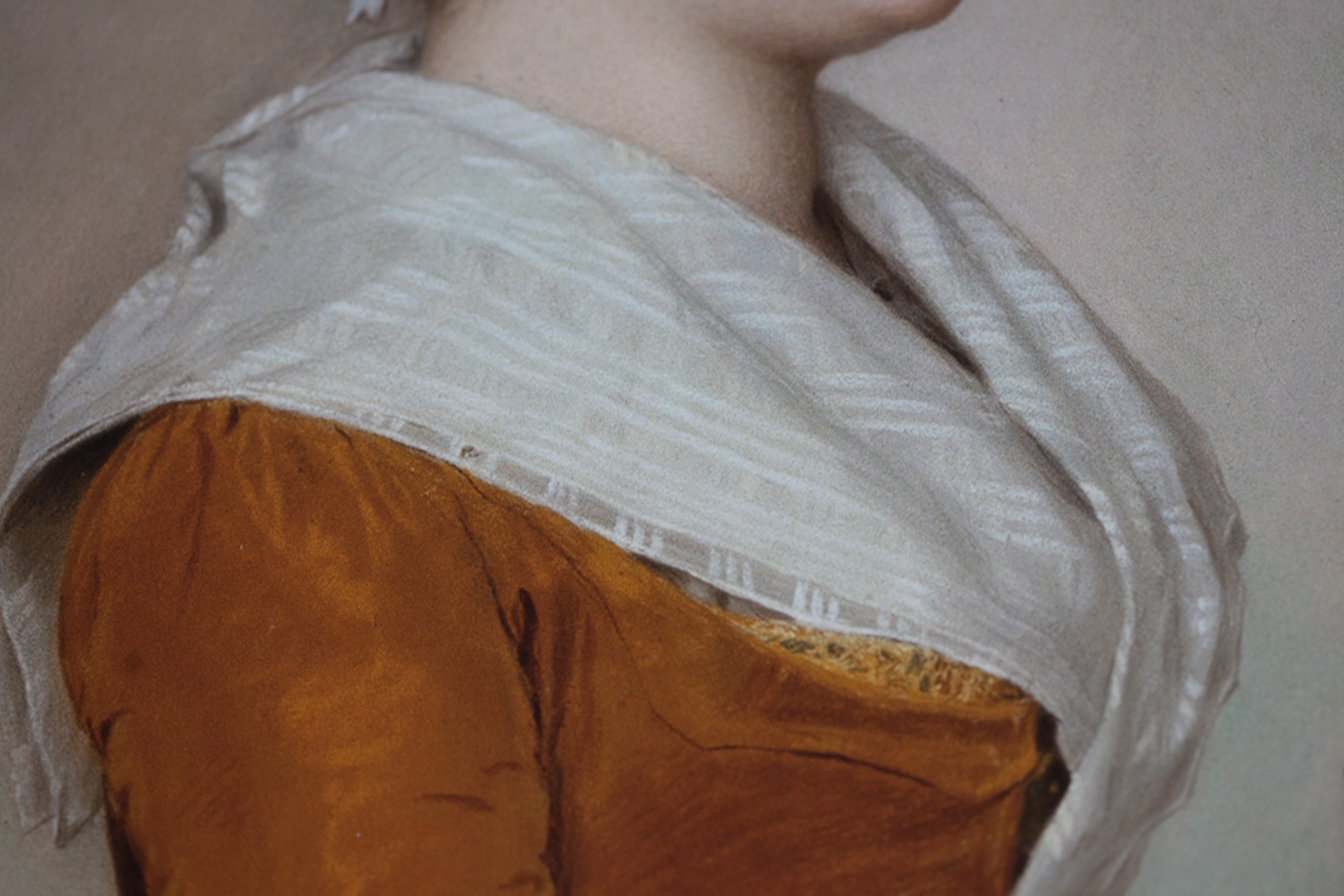
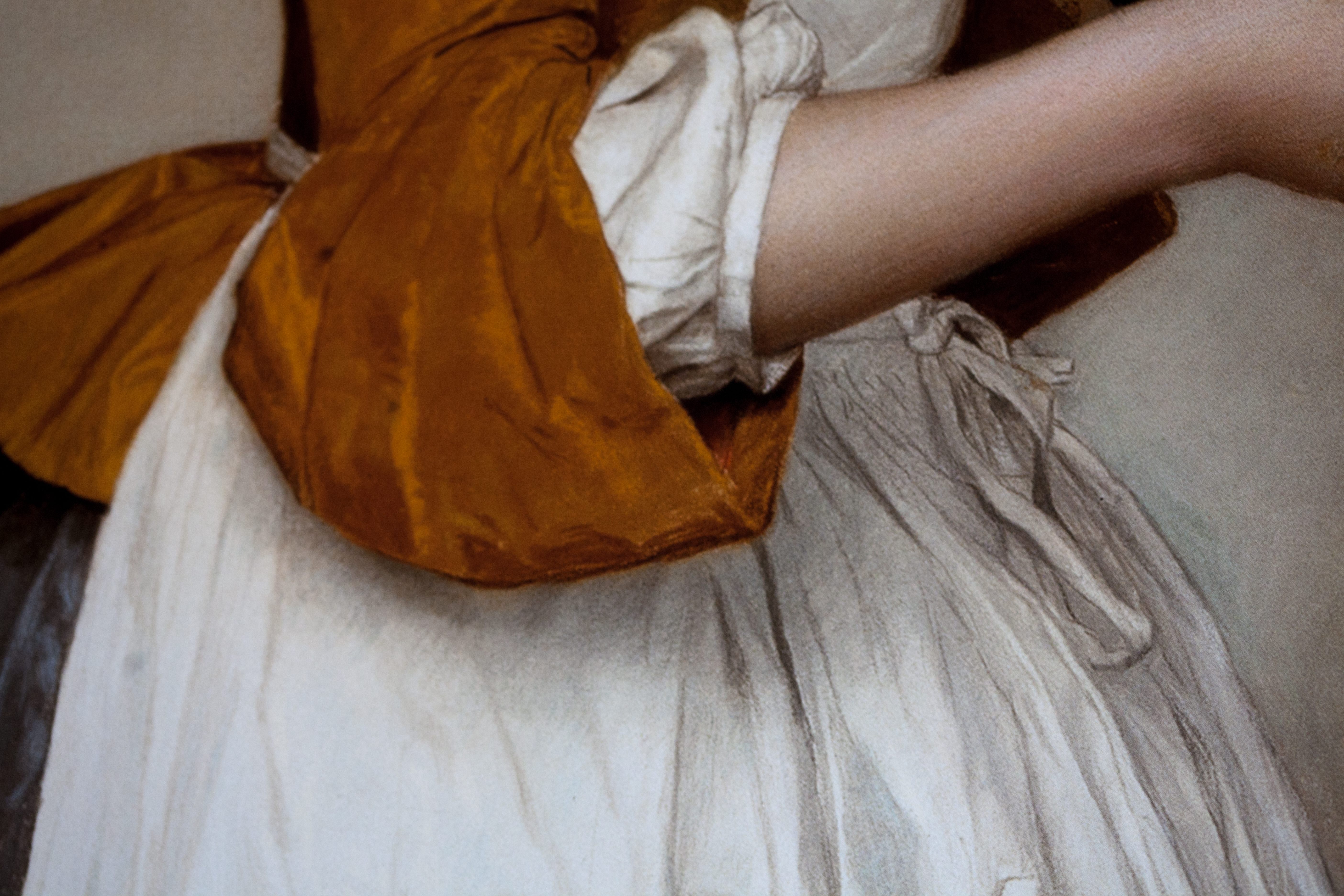

Das Bild zeigt eine junge Kammerzofe mit einem Tablett, auf dem sie Trinkschokolade trägt. Sie trägt einen silbergrauen Rock, über dem sie eine weiße Leinenschürze mit Latz trägt. Die Schürze ist mit einer Schleife vor dem Bauch zugebunden, der Latz mit Nadeln befestigt. Der Rock hat eine zeittypische Glockenform, die durch mehrere Unterröcke und einen umgebundenen Weiberspeck geformt wird. Zur Glockenform des Rockes kontrastiert die schmale Taille, die durch ein Korsett erzeugt wurde. Sie trägt ein goldbraunes Caraco aus Samt, eine damals weit verbreitete Frauenjacke mit angearbeitetem Schößchen. Unter den Aufschlägen der Jacke schauen die Ärmel des Unterhemdes etwas hervor. Um die Schulter hat sie zusätzlich ein Tuch aus Batist geschlungen, das über der Brust gekreuzt ist, ein Fichu, womit sie ihr Dekolleté verdeckt. Unter dem Rock lugt ein Schuh hervor. Ihr adrettes Aussehen wird durch ihre Kopfbedeckung abgerundet, eine rosa Seidenhäubchen, das mit zarter weißer Spitze besetzt ist und mit blauen Seidenbändchen geschnürt ist. Das namensgebende Motiv des Bildes ist die heiße Schokolade, die sie auf einem japanischen dunklen Lacktablett mit kleinen Füßchen trägt. Die Porzellantasse mit der heißen Schokolade ist mit asiatischen Blumenmustern verziert. Sie steht in einer Trembleuse, deren Verwendung im 18. Jahrhundert in Mode kam, um zu verhindern, dass auch eine zittrige Hand das damals wertvolle Getränk verschüttet. Die heiße Schokolade entwickelte sich in europäischen Adelskreisen rasch zum Modegetränk, dem besondere Bekömmlichkeit und allerlei Heil- und auch aphrodisierende Wirkungen nachgesagt wurden. Zu der heißen Schokolade wird ein Glas Wasser gereicht. Das Wasserglas auf dem Tablett vergrößert die Verzierung des Tablettrandes wie eine Lupe. Auch der leichte Versatz der vergrößerten Verzierung, bedingt durch die Lichtbrechung, wird naturgetreu wiedergegeben. Ebenso ist der Teil der Hand hinter dem Wasserglas physikalisch korrekt spiegelverkehrt dargestellt. Im Glas spiegelt sich das Fensterkreuz vom Fenster der gegenüberliegenden Wand. Das Schokoladenmädchen steht vor einer schlichten einfarbigen Wand. Für Dienstboten waren meist separate Laufwege (Korridore, Treppenhäuser, Eingänge) vorgesehen, um die Herrschaften nicht zu stören. In so einem Flur wurde das Schokoladenmädchen wahrscheinlich dargestellt. Ihre Laufrichtung von links nach rechts entspricht den europäischen Sehgewohnheiten, die mit der Leserichtung korrespondiert.

## Bilderrahmen
August III. beauftragte den Holzbildhauer Joseph Deibel 1747 mit der Anfertigung eines besonderen Bilderrahmens für das Pastellbild. Der Rahmen mit fein vergoldeten Schnitzereien zeigt

„… eine Perlenkette mit Medaillon [unten links], eine Geldbörse mit angeknüpftem Schlüssel [unten rechts], ein Strickzeug von vier Stricknadeln mit aufgenommenen Maschen zum Strümpfe stricken samt Wollknäuel [Mitte links], einen geschlossenen Fächer und zwei Blumenkörbchen [Mitte rechts].“

Diese Motive stehen für die zahlreichen Arbeiten einer Kammerzofe.
Der Spannrahmen mit dem Pergament besteht aus zwei einzelnen Spannrahmen. Ein großer oberer Rahmen (in der Skizze: schwarz) und ein separater unterer Rahmen (in der Skizze: farbig) wurden mittels fünf Schrauben miteinander verbunden, um das große Format zu erhalten. Die Schrauben haben eine Ringöse statt eines Schraubenkopfes (in der Skizze: grau). Der Querschnitt der Rahmenholme beträgt 1,9 × 4 cm. Der obere Holm des unteren, kleineren Rahmens (in der Skizze: blau) wurde vor der Endmontage auf 1,8 cm reduziert und musste zur Stabilisierung des Rahmens mit zwei zusätzlichen Mittelstreben (in der Skizze: rot) stabilisiert werden. Die Stoßfuge der beiden Pergamente wurde auf der Vorderseite des Bildes mit einem 2 cm breiten Pargamentstreifen überklebt. Folglich sieht man bei genauer Betrachtung des Bildes, dass sich unterhalb des Knies zwei horizontale Linien abheben.

## Mythe: Nandl, Anna oder Charlotte Baldauf
Das Porträt war bis 1837 namenlos. Algarottis Tagebuch bezeichnet die Dargestellte bloß als une Stoubenmensche und die ältesten Kataloge (1765) als „wiener Stuben mensch“, das ist nach Wiener Sprachgebrauch ein in einem Kaffeehaus aufwartendes Mädchen. Trotzdem sind einige Namen mit diesem Gemälde verbunden:
- ‘Nandl Baldauf’ oder Nannerl scheint die Tochter eines Wiener Kutschers gewesen zu sein, die im Hofdienst stand.[2]
- Anna Baldauf (1757–1815) kann es nicht gewesen sein. In dem Führer in der Königlichen Gemälde-Galerie zu Dresden (von 1864) wird „Das berühmte Wiener Chocoladenmädchen“ wie folgt beschrieben:

„Sie war um 1730 in Wien geboren, hiess Anna Baldauf und war als „schöne Nannerl“ berühmt. Sie ist aber nicht mit der Wienerin Anna Baldauf zu verwechseln, welche 23. Juli 1802 mit dem Fürsten Johann Baptista Karl Walther von Dietrichstein vermählt ward und, seit 25. Mai 1808 Witwe, 25. Febr. 1815 starb.“

- Anna hat 1802 einen Grafen Karl Johann von Dietrichstein-Proskau-Leslie (1728–1808) geheiratet.
- Charlotte Baldauf soll die Tochter eines Wiener Bankiers gewesen sein, bei dem Liotard sich aufhielt.[17]

## Das „Schokoladenmädchen“ als Markenzeichen

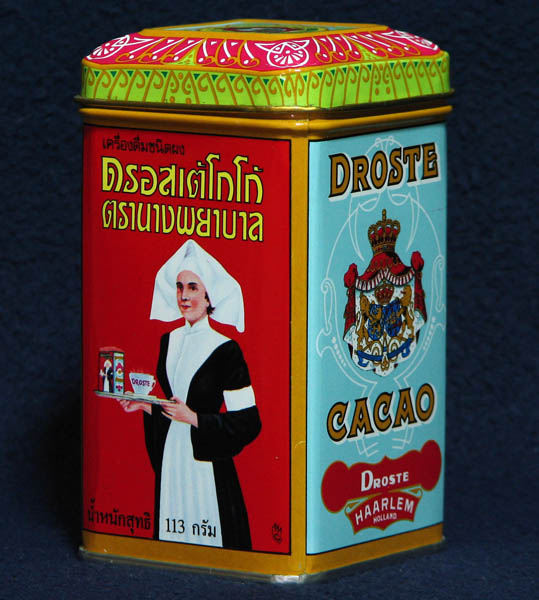
Kakaodose

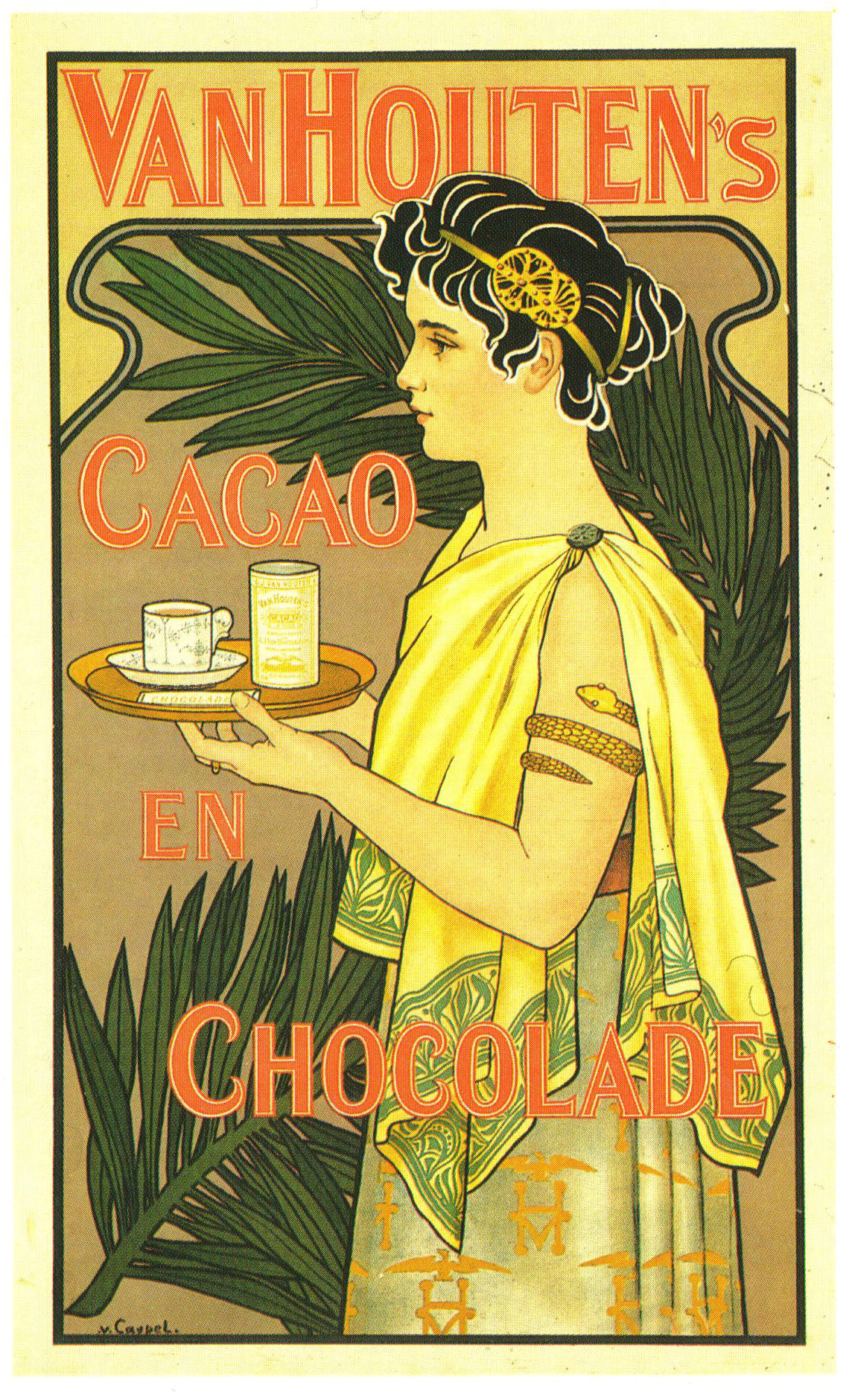
Poster für Schokolade von Van Houten door J.G. van Caspel, 1899

Als Henry L. Pierce, der damalige Präsident der amerikanischen Walter Baker & Company, Dorchester, das Schokoladenmädchen (1881?) auf seiner Geschäftsreise in der Gemäldegalerie in Dresden sah, beschloss er, dieses Bild zum Markenzeichen für Baker’s Kakao zu machen und auf seine Kakaodosen zu drucken. Das Warenzeichen wurde 1883 eingetragen. Der Erfolg dieses Markenzeichens war so groß, dass weitere Firmen wie Droste, H. de Jong Wormerveer, Van Houten, alle aus den Niederlanden, und Rowntree’s aus Großbritannien das Bild in abgewandelter und angepasster Form ebenfalls als eigene Markenzeichen nutzten.

## Varia
Die zweidimensionale Vorlage wurde von namhaften Porzellanherstellern aufgegriffen und diente als Vorbild für korrespondierend bemalte Skulpturen, meist in kleinerem Maßstab.

## Trivia
Schokoladenmädchen, auch chocolate girl, war im österreichischen und süddeutschen Raum nach dem Zweiten Weltkrieg eine umgangssprachliche Bezeichnung für einheimische Frauen, die Beziehungen zu Soldaten der Besatzungsmächte unterhielten und sich darüber Vorteile verschafften, beispielsweise Schutz oder Nahrungsmittel.